# Элиаш, Жуан
Жуан Энриетт Рафаэл Элиаш Манамана (порт. João Henriette Rafael Elias Manamana; род. 12 декабря 1973, Кабинда) — руандийский футболист, полузащитник. Выступал за сборную Руанды.

## Биография
Жуан Элиаш родился 12 декабря 1973 года в ангольском городе Кабинда.
Играл в футбол на позиции полузащитника. Большую часть карьеры провёл в Бельгии. В сезоне-1992/93 провёл 5 матчей за «Беерсхот» во второй лиге. В сезоне-1993/94 входил в заявку выступавшего на этом же уровне «Кортрейка», но ни разу не вышел на поле.
В 1994—1996 годах играл в третьей лиге за «Эмптин-Эгезе», провёл 48 матчей, забил 4 гола.
В 1996—2004 годах выступал за «Мехелен», в том числе три сезона — в высшем эшелоне чемпионата Бельгии. На этом уровне провёл 66 матчей, забил 18 мячей, всего за этот период на его счету 108 поединков и 28 голов. В 2001—2003 годах не выходил на поле.
В 2003—2005 годах снова играл за «Кортрейк». В третьей лиге сыграл 23 матча, забил 9 мячей, во второй на его счету 17 поединков и 1 гол.
В 2005 году играл за АПР из Кигали, в составе которого стал чемпионом Руанды.
Сезон-2005/06 снова провёл в Бельгии, где выступал в третьей лиге за «Монтенье». Сыграл 22 матча, забил 8 голов.
В сезоне-2006/07 защищал цвета греческой «Иерапетры», в составе которой провёл в третьей лиге 12 матчей, забил 2 мяча.
В сезоне-2007/08 провёл в бельгийской четвёртой лиге 5 матчей за «Бас-Оху».
В 2003—2005 годах провёл 11 матчей за сборную Руанды, забил 2 мяча. Дебютировал в её составе 7 июня 2003 года в Кампале в матче отборочного турнира Кубка африканских наций против сборной Уганды (1:0).
В 2004 году участвовал в Кубке африканских наций в Тунисе, где руандийцы не преодолели групповой этап. Участвовал в двух матчах против сборных Туниса (1:2) и Гвинеи (1:1), забил гол в ворота тунисцев.

## Достижения
АПР
- Чемпион Руанды (1): 2005